# Theo Peeters
Theofiel Peeters (19 augustus 1932) is een Belgisch voormalig voetballer. Hij speelde meestal als aanvaller.

## Carrière
Peeters begon zijn spelersloopbaan bij K. Lyra waar hij twaalf jaar in het eerste elftal speelde. In 1961 verkaste hij naar KFC Malinois. In 1963 werd de linksbuiten met Malinwa kampioen van Tweede klasse. Het verblijf in Eerste klasse duurde echter slechts een seizoen. Na de degradatie stapte de Lierenaar over naar K. Lierse SK, zodat hij toch nog op het hoogste niveau kon spelen. Hij kreeg echter weinig speeltijd en vertrok in 1965 naar het Nederlandse VVV. Daar bleef zijn inbreng beperkt tot slechts twee optredens in de hoofdmacht. Na een jaar keerde Peeters terug naar België om daar zijn carrière te besluiten bij Racing Mechelen.

### Clubstatistieken
| seizoen | club         | land      | competitie        | duels | goals |
| ------- | ------------ | --------- | ----------------- | ----- | ----- |
| 1949/50 | K. Lyra      | België    | Ere Afdeling      |       |       |
| 1950/51 | K. Lyra      | België    | Eerste afdeling B |       |       |
| 1951/52 | K. Lyra      | België    | Eerste afdeling B |       |       |
| 1952/53 | K. Lyra      | België    | Tweede klasse     |       |       |
| 1953/54 | K. Lyra      | België    | Eerste klasse     | 25    | 7     |
| 1954/55 | K. Lyra      | België    | Tweede klasse     |       |       |
| 1955/56 | K. Lyra      | België    | Tweede klasse     |       |       |
| 1956/57 | K. Lyra      | België    | Tweede klasse     |       |       |
| 1957/58 | K. Lyra      | België    | Tweede klasse     |       |       |
| 1958/59 | K. Lyra      | België    | Tweede klasse     |       |       |
| 1959/60 | K. Lyra      | België    | Tweede klasse     |       |       |
| 1960/61 | K. Lyra      | België    | Tweede klasse     |       |       |
| 1961/62 | KFC Malinois | België    | Tweede klasse     | 29    | 3     |
| 1962/63 | KFC Malinois | België    | Tweede klasse     | 27    | 4     |
| 1963/64 | KFC Malinois | België    | Eerste klasse     | 16    | 0     |
| 1964/65 | K. Lierse SK | België    | Eerste klasse     | 7     | 0     |
| 1965/66 | VVV          | Nederland | Eerste divisie    | 2     | 0     |
| 1966/67 | KRC Mechelen | België    | Tweede klasse     |       |       |

## Trivia
Theofiel Peeters is de enige speler ooit die bij de twee ploegen uit Lier én Mechelen heeft gevoetbald.